# Spielgattung
Spielgattung (gelegentlich auch Spielegattung oder französisiert Spielgenre) ist ein Fachbegriff der Spielwissenschaft zur Systematisierung und Kategorisierung der vielfältigen Formen des Spiels. Mit dem Begriff Spielgattung werden Spiele zusammengefasst, die ein gemeinsamer Grundgedanke eint. Innerhalb jeder Spielgattung bzw. unterhalb dieser Ebene bilden sich wiederum Unterformen, die ein gemeinsamer engerer Spielgedanke verbindet.

## Begriff
Bei dem Begriff „Gattung“ oder „Genre“ handelt es sich um einen sogenannten Oberbegriff, der seinerseits mehrere sogenannte „Unterbegriffe“ subsumiert. So umfasst beispielsweise die Spielgattung „Bewegungsspiele“ Unterformen mit Unterbegriffen wie „Laufspiele“ oder „Hüpfspiele“, die sich ihrerseits weiter etwa in „Fangspiele“ bzw. „Seilhüpfspiele“ und andere verwandte Spiele aufgliedern. Das Einzelspiel, das in der Regel ebenfalls mit einem eigenen Namen versehen wird, bildet den Ausgangspunkt dieser Hierarchisierung. Bei der Klassifizierung von Computerspielen wird bisweilen das Fremdwort „Genre“ bevorzugt, zur ausführlichen Darstellung der Genres, siehe Computerspielgenre.

## Charakter
Eine Spielgattung bestimmt sich über ihren charakterisierenden gemeinsamen Grundgedanken und die daraus erwachsenden Regeln, unter denen die Spiele gestaltet werden. So charakterisiert etwa das Stichwort „Abenteuer“ die Gattung Abenteuerspiele, das des Glücks die Glücksspiele, das der Häme die Hämespiele. Dabei lassen sich die Gattungen nicht immer eindeutig und in Gänze voneinander abgrenzen. Vielmehr sind aufgrund der Vielschichtigkeit des Spielens und der Möglichkeit, sie unter verschiedenen Aspekten zu betrachten häufig auch Überschneidungen zwischen den definierten Gattungen zu finden. Die Gattungseinteilung bezieht sich lediglich auf den übergreifenden Kerngedanken des jeweiligen Spieltypus. Einteilungen können aber unter arbeitstechnischen Aspekten auch nach der Spielweise, dem Spielgelände, dem Spielgerät oder anderen Gesichtspunkten getroffen werden.

## Systematisierungen
Einfache Spielesammlungen für den alltäglichen Gebrauch ordnen ihr Spielangebot häufig aus praktischen Anwendungsgründen schlicht nach Spielgerät (Ballspiele, Kreiselspiele, Würfelspiele etc.), Material (Schneespiele, Wasserspiele, Sandkastenspiele etc.), Spielgelände (Freiluftspiele, Hallenspiele, Stubenspiele, Brettspiele, Waldspiele etc.), Beanspruchungsform (Denkspiele, Bewegungsspiele, Kooperationsspiele etc.), Gruppenbildung (Partnerspiele, Parteienspiele, Mannschaftsspiele etc.), Spielintensität (besinnliche Spiele, Raufspiele, Kampfspiele etc.), Tätigkeit (Bastelspiele, Malspiele, Laufspiele, Hüpfspiele etc.), Organisationsform (Kreisspiele, Pendelspiele, Versteckspiele etc.), Lerngebiet (Lesespiele, Rechenspiele, Legespiele etc.) oder weiteren alltagsnahen Gesichtspunkten.
Die Spielwissenschaftler Siegbert A. Warwitz und Anita Rudolf systematisieren die Fülle möglicher Spielformen gattungsmäßig nach „Sinngebungen“, also entsprechend dem jeweils zentralen Spielgedanken. In ihrem Buch „Vom Sinn des Spielens“ erläutern sie zudem, wie die veränderte „Sinngebung“ Spiele in ihrem Charakter und entsprechend in ihrer Zugehörigkeit zu einer bestimmten Spielgattung verändern kann:
Das einfache Spiel mit dem Preckel gehört beispielsweise nach seinem Spielgerät und seiner ursprünglichen Verwendung zunächst zu den Kreiselspielen im Gattungsrahmen der Bewegungsspiele. Durch eine neue Sinngebung und eine Veränderung des Spielgedankens kann es aber auch zu einem Kriegsspiel oder einem Abenteuerspiel werden und sich damit einer anderen Spielgattung zuordnen: Wenn der Preckel nicht mehr nur zum Kreiseln als Tanzknopf dient, sondern in einen Wettbewerb mit anderen Preckeln gestellt wird, bei dem er an einen konkurrierenden Mitspieler verloren gehen kann, wird das Kreiselspiel zum risikohaltigen Abenteuerspiel. Wenn das Spielzeug „gepanzert“ wird, um es gegen „Luftangriffe“ durch „feindliche Preckel“, die es beschädigen oder gar „zerstören“ wollen, zu schützen und Spielgruppen unter dieser Terminologie gegeneinander antreten, um „eine Schlacht auszukämpfen“, um fremdes Eigentum zu „erobern“, wird das Preckelspiel zum Kriegsspiel.
Der Erfolgs-Autor Khaled Hosseini beschreibt in seinem Buch „Drachenläufer“, das auch verfilmt wurde, ausführlich die Wandlung des Drachenspiels zu einem Abenteuerspiel: Das in westlichen Ländern schon seit Johann Amos Comenius bekannte und beliebte einfache Spiel mit dem Flugdrachen, den man steigen und im Wind tanzen lässt, wird nach der traditionellen afghanischen Spielweise, die unter anderem auch in Pakistan praktiziert wird, zu einem Abenteuerspiel, bei dem die Drachen verschiedener Spieler miteinander kämpfen. Jeder Spieler versucht, mit seinem Drachen die fremden vom Himmel zu holen, indem er ihnen in spielerischem Wettkampf die Leinen kappt. Der daraufhin niederstürzende fremde Drachen gehört dem, der ihn als erster im Lauf erreicht. Es besteht also die Gefahr, den eigenen Drachen zu verlieren, aber auch die Chance, als Sieger aus dem Wettkampf hervorzugehen und einen wertvollen anderen Drachen zu gewinnen. Auch die Kinderrechtsaktivistin Malala Yousafzai erwähnt das Spiel ihres Heimatlandes Pakistan in ihrer Autobiografie mehrfach, wenn auch ohne eine differenzierte Darstellung.

## Gattungsbeispiele
Ohne den Anspruch auf Vollständigkeit oder abschließende Einteilung kann man nach der wissenschaftsorientierten Spielliteratur etwa folgende Spielgattungen nach ihren jeweiligen übergreifenden Spielgedanken unterscheiden:
| Spielgattung        | Arten |
| ------------------- | --- |
| Ballspiele          | Badminton, Baseball, Basketball, Eishockey, Feldhockey, Fußball, Handball, Tennis, Tischtennis           |
| Brettspiele         | Alquerque, Backgammon, Café International, Dame, Go, Monopoly, Mühle, Schach, Scrabble, Spiel des Lebens |
| Computerspiele      | Minecraft, Grand Theft Auto V, Tetris, Wii Sports, PUBG: Battlegrounds, Mario Kart 8 (Deluxe)            |
| Entspannungsspiele  | Armer schwarzer Kater, Blinde Kuh, Fantasiereisen, Puzzle, Kinderreigen                                  |
| Gesellschaftsspiele | Alaska, Das Schwarze Auge, Domino, Gänsespiel, Mensch ärgere Dich nicht                                  |
| Kampfspiele         | Autorennen, Brennball, Gladiatorenkämpfe, Schlagball, Tauziehen                                          |
| Kartenspiele        | Bridge, Poker, Rommé, Sechsundsechzig, Siebzehn und Vier, Skat, Tarot                                    |
| Kinderspiele        | Eierlaufen, Fangen, Gummitwist, Sackhüpfen, Seilspringen, Verstecken, Wer hat Angst vorm Schwarzen Mann? |
| Kriegsspiele        | Conquest of the Empire, Der Kaiser schickt seine Soldaten aus, Kettenbrechen, militärische Planspiele    |
| Quizspiele          | Barbarossa und die Rätselmeister, Kreuzworträtsel, Solitär, Sudoku                                       |
| Rollenspiele        | Das Schwarze Auge, Risiko, Scotland Yard                                                                 |
| Strategiespiele     | Age of Empires II, Civilization VI, Schach, Schiffe versenken, Starcraft II                              |
| Würfelspiele        | Craps, Chuck a Luck, European Seven Eleven, Kniffel, Knobeln                                             |

Mehrfachnennungen sind möglich; so ist Schach sowohl ein Brettspiel als auch ein Strategiespiel.
Ferner gibt es unter anderem:
- Abenteuerspiele
- Bewegungsspiele
- Entdeckerspiele
- Entspannungsspiele
- Erotikspiele
- Friedensspiele
- Glücksspiele
- Hämespiele
- Kennenlernspiele
- Konstruktionsspiele
- Kooperative Spiele
- Lernspiele
- Wahrnehmungsspiele
- Wettspiele.

Unter solche Kategorien lassen sich die meisten Spiele systematisch einordnen und dann wissenschaftlich analysieren, vergleichen und bewerten. So zählen etwa die Fangspiele, Laufspiele, Hüpfspiele, Geschicklichkeitsspiele, Ballspiele zu den Bewegungsspielen, die Sehspiele, Hörspiele, Tastspiele zu den Wahrnehmungsspielen, die Würfelspiele und Kartenspiele zu den Glücksspielen oder die Videospiele, Computerspiele, Konsolenspiele gattungsmäßig zu den Virtuellen Spielen.